# Leo Schwarz

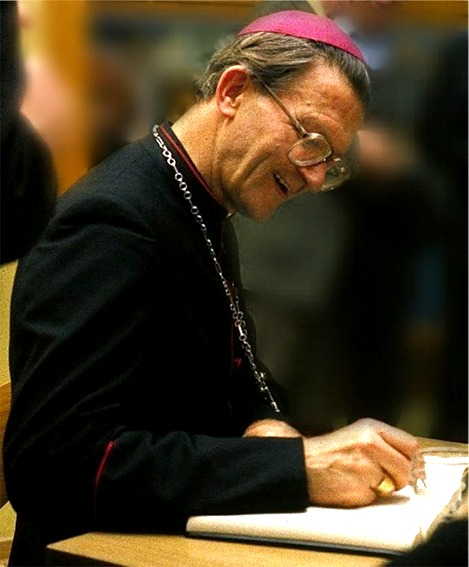
Weihbischof Leo Schwarz (1984)

Leo Schwarz (* 9. Oktober 1931 in Braunweiler; † 26. November 2018 in Trier) war ein deutscher römisch-katholischer Geistlicher. Von 1982 bis 2006 war er Weihbischof in der Diözese Trier. Sein Leben und Wirken sind eng mit Bolivien, dem Partnerland des Bistums Trier, verbunden, wo er hohes Ansehen genoss und in den von ihm betreuten Pfarreien meist einfach Padrecito (kleiner Pater) genannt wurde.

## Leben
Leo Schwarz studierte nach seinem Abitur von 1952 bis 1954 Pädagogik an der Pädagogischen Akademie in Trier und wirkte danach von 1954 bis 1955 als Lehrer in Cochem/Mosel. Von 1955 bis 1956 studierte er am Western Michigan College in Kalamazoo/USA. Anschließend, von 1956 bis 1961, studierte er in Trier und Münster Philosophie und katholische Theologie.
Am 31. Juli 1960 empfing Leo Schwarz die Priesterweihe für das Bistum Trier. Bis 1962 war er Kaplan in Cochem. Von 1962 bis 1970 arbeitete er als Fidei-Donum-Priester und Seelsorger im Erzbistum Sucre in Bolivien. Nach seiner Rückkehr nach Deutschland war er einige Jahre in der Pfarrseelsorge in Pellingen und als geistlicher Beirat der Paulinus-Druckerei tätig. 1974 wechselte er zum Bischöflichen Hilfswerk Misereor, wo er von 1976 bis 1982 als Hauptgeschäftsführer tätig war.
Am 4. Januar 1982 ernannte Papst Johannes Paul II. Leo Schwarz zum Titularbischof von Abbir Germaniciana und Weihbischof in Trier. Die Bischofsweihe spendete ihm der Trierer Bischof Hermann Josef Spital am 28. März desselben Jahres. Mitkonsekratoren waren der Trierer Weihbischof Carl Schmidt und Weihbischof Oscar Andrés Rodríguez Maradiaga, der spätere Kardinal und Erzbischof von Tegucigalpa. Er war Bischofsvikar für den Visitationsbezirk Koblenz.
Als Weihbischof baute Schwarz auch das Hilfswerk Renovabis (Solidaritätsaktion der deutschen Katholiken mit den Menschen in Mittel- und Osteuropa) mit auf. Zehn Jahre lang war er zudem Vorsitzender der Deutschen Kommission Justitia et Pax. Seit 2005 war er Präsident der Europäischen Kommissionen Justitia et Pax und nahm diese Aufgabe auch nach seinem Ausscheiden aus dem Amt des Weihbischofs weiter wahr.
Im Frühjahr 2006 nahm Papst Benedikt XVI. das Rücktrittsgesuch des 74-jährigen Leo Schwarz an und ernannte Stephan Ackermann zu seinem Nachfolger als Weihbischof im Bistum Trier. Als Ruhestandsgeistlicher ging Schwarz zurück nach Bolivien, wo er unter anderem in Cuevo in der Pfarrseelsorge tätig war. 2017 kehrte er aus gesundheitlichen Gründen nach Trier zurück, wo er am 26. November 2018 starb.
Am 4. Dezember 2018 wurde er nach dem Sterbeamt in der Weihbischofskapelle im Kreuzgang des Trierer Doms bestattet.

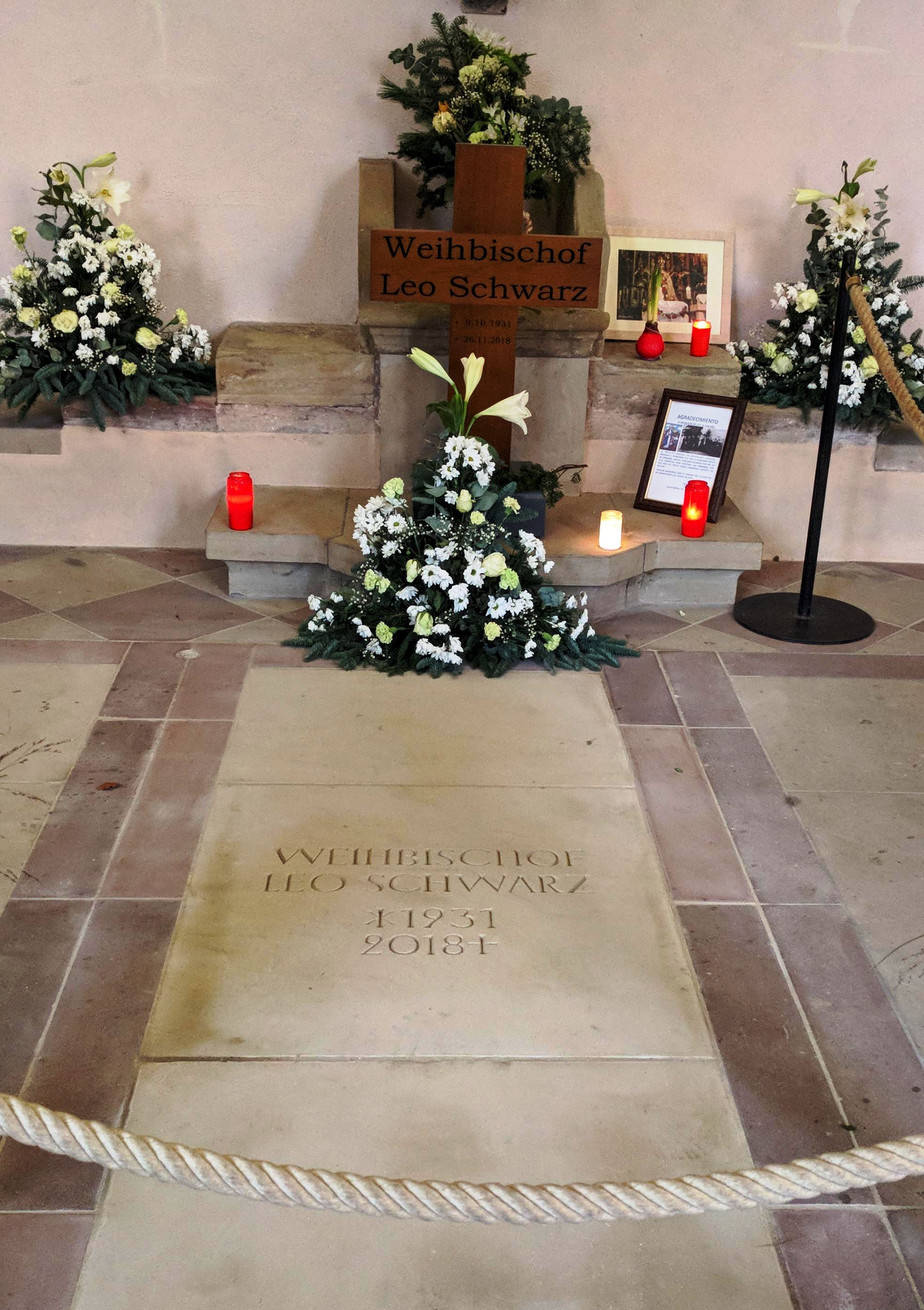
Grabstätte wenige Tage nach der Bestattung (2018)

## Wappen und Wahlspruch
Der halbrunde, oben geteilte und unten halbgespaltene Schild zeigt auf weiß/silbernem Grund ein liegendes rotes Kreuz, das Bistumswappen von Trier. Darunter, vorne auf blauem Grund, ein silberner Brotlaib und ein silberner Fisch, ein Zeichen für Jesus Christus und die Eucharistie, hinten ein goldener Maiskolben auf schwarzem Grund. Der Maiskolben verweist auf seine Tätigkeit in Bolivien und der schwarze Grund soll seinen Familiennamen zum Ausdruck bringen.
Hinter dem Schild stehend das Bischofskreuz, darüber der grüne Galero mit den jeweils sechs herunterhängenden grünen Quasten (fiocchi), unten das Spruchband.
Sein Wahlspruch lautete: Conversio Participatio Communio in Christo („Umkehr, Teilhabe, Gemeinschaft in Christus“).

## Schriften
- Ohren für Pachamama: 5 Jahre Kaplan in Bolivien – Eine Dokumentation. Verlag J. Pfeiffer, München 1967, DNB 458912395.
- Pachamama ist anders… und wie es in Bolivien weiterging. Herausgegeben vom Bolivien-Freundeskreis Priesterseminar Trier (Eigenverlag), Trier 1971, DNB 1037941314.
- Misereor, Zeichen der Hoffnung: Beiträge zur kirchlichen Entwicklungsarbeit. Gottfried Dossing zum 70. Geburtstag. Kösel, München 1976, ISBN 3-466-42016-4.
- als Herausgeber: Kreuzzeichen. Bistumswallfahrt nach Trier zur Eröffnung der Misereor-Aktion 1984. Paulinus-Verlag, Trier 1984.
- Christus anziehen: Bilder und Gedanken aus der Bibel. Paulinus-Verlag, Trier 1995, ISBN 3-7902-0174-X.
- Charles Mannay: Ein Bischof aus Frankreich in Trier. Paulinus-Verlag, Trier 1998, ISBN 3-7902-0080-8.
- Tayo-tayo. Wir müssen zusammenhalten. Paulinus-Verlag, Trier 1999, ISBN 3-7902-0082-4.
- „Aufbrechen zu den Menschen“. Leo Schwarz und das Abenteuer Konzil. Herausgegeben von Veronika Kyll und anderen. Paulinus-Verlag, Trier 2014, ISBN 978-3-7902-1858-9.